# Antimima (vlinders)
Antimima is een geslacht van vlinders van de familie tandvlinders (Notodontidae).

## Soorten
- A. corystes Turner, 1931
- A. cryptica Turner, 1917